# هاريما (هيوغو)
هاريما (بالإنجليزية: Harima, Hyōgo)‏ هي بلدات اليابان تقع في اليابان في هيوغو (محافظة). يقدر عدد سكانها بـ 34,836 نسمة .

## توأمة
لهاريما (هيوغو) اتفاقيات توأمة مع:
- ليما